# August Georg Koch
August Georg Koch (* 26. Juni 1844 in Wallern an der Trattnach; † 14. Jänner 1928 in Linz) war ein österreichischer Geistlicher, Senior des Unterländer Seniorats der evangelischen Kirche A.B. in Österreich und Pfarrer in Linz.
Er gehörte der 2. Generation der Pfarrerdynastie Koch an, die von Jakob Koch (1744–1822) begründet wurde. Wie seine Brüder Jakob Ernst Koch und Josef Friedrich Koch, war auch er von seinem Vater dazu auserwählt worden, eine kirchliche Laufbahn einzuschlagen. 1865 maturierte er am Linzer Gymnasium und studierte anschließend an den Hochschulen in Wien, Tübingen und Leipzig evangelische Theologie. Nach Ablegung der Abschlussprüfungen wurde er 1870 zum Pfarrer der Toleranzgemeinde Rutzenmoos bestellt, in welcher er sieben Jahre lang als Seelsorger, Lehrer und Prediger wirkte. Dann wechselte er nach Linz, wo er im Juni 1878 als zweiter evangelischer Pfarrer von seinem Bruder Jakob Ernst feierlich in sein Amt eingeführt wurde. Nach dem Tod von Pfarrer Urbauer wurde ihm ein Vikar zur Seite gestellt.
Als der Pfarrer von Gallneukirchen, Ludwig Franz Schwarz, 1907 sein Amt als Senior des Unterländer Seniorats zurücklegte, wurde er zu seinem Nachfolger gewählt. Im darauf folgenden Jahr wurde er in den Landesschulrat berufen.
Im 80. Lebensjahr erkrankte er schwer, konnte aber nach seiner Genesung sein Amt noch eine Zeitlang weiterführen. Er blieb bis zu seinem Tod geistig frisch und nahm an den Geschicken seiner zuletzt nahezu 5000 Seelen zählenden Gemeinde auch im hohen Alter noch regen Anteil.
August Georg Koch war Mitglied der Generalsynode der evangelischen Kirche in Österreich, Mitglied des Linzer Stadtschulrates, Mitglied des Landesschulrates und Mitglied des Linzer Armenrates, ferner Obmann des oberösterreichischen Zweigvereines des Gustav-Adolf-Werks und Obmann des Vereins zur Errichtung und Erhaltung einer Station für evangelische Krankenpflege in Linz, der maßgeblichen Anteil an der Gründung des Diakonissenkrankenhauses Linz hatte.
Koch war Träger hoher Auszeichnungen und starb im Alter von 84 Jahren. Er war 57 Jahre Pfarrer, davon 50 Jahre Pfarrer der evangelischen Kirchengemeinde in Linz.
Die kaum überschaubare Zahl von Trauergästen, die dem unverheiratet gebliebenem Verstorbenen das letzte Geleit gaben, zeugt von der Wertschätzung, deren er sich erfreut hatte.